# Фон Дітмар Микола Федорович
Микола Федорович фон Дітмар (10 травня 1865, Москва — 18 липня 1919, Харків) — російський промисловець, підприємець, громадський і політичний діяч, учасник Громадянської війни в Росії, голова Ради з'їзду гірничопромисловців півдня Росії в 1906–1917 рр.

## Біографія

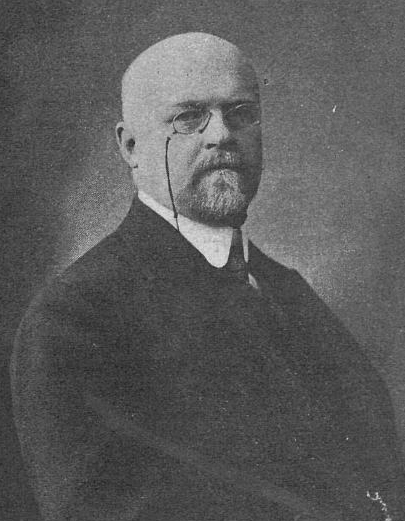
М. Ф. фон Дітмар

З потомствених дворян. Закінчив Перший Московський кадетський корпус, Санкт-Петербурзький державний гірничий університет (1889). Як вільний слухач — фізико-математичний і юридичний факультети Санкт-Петербурзького державного університету. Учень Д. І. Менделєєва.
У званні гірського інженера працював на Путиловскому заводі (Санкт-Петербург, 1889-91), будівництві Рязансько-Казанської залізниці (1891-93). У 1893 р заснував механічну майстерню (Харків), брав участь у будівництві Рязансько-Казанської і Балашовсько-Харківської залізниці. До 1914 р підприємство М. Ф. фон Дітмара включало два машинобудівних заводи (Харків), які спеціалізувалися на виробництві обладнання для гірничодобувної та металургійної промисловості. Входив до правління Олексіївського акціонерного товариства та Новосільцевського кам'яновугільного товариства, займав пост голови ради Петроградського торговельного банку.
Обіймав адміністративні та виборні посади в апараті Ради з'їзду гірничопромисловців півдня Росії (керівник Статистичного бюро, секретар ради, член Харківського порайонного комітету з вивезення гірничозаводських вантажів, керуючий справами). З 1906 року — голова Ради. З 1915 голова комітету Харківської кам'яновугільної та залізоторговельної біржі.
З 1902 р. постійно обирався гласним Харківської міської думи, будучи діяльним членом її комісій. 25 жовтня 1912 обраний членом Державної Ради Російської імперії від промисловців.
У 1912—1916 рр. обіймав посади Товариша голови Ради з'їзду представників промисловості і торгівлі, члена Ради по залізничних справ Міністерства шляхів сполучення, голови Харківського відділення Російсько-італійської торгової палати, Харківського відділення Імператорського Російського технічного товариства і його бухгалтерського відділу, члена піклувальних рад ряду навчальних закладів. Входив до складу Особливої наради з оборони держави (1915), Економічної ради при Тимчасовому уряді (1917), керівних органів Центрального воєнно-промислового комітету.
У 1917 р очолював боротьбу гірничопромисловців Донбасу проти направленого лівими партіями радикального робітничого руху. Зокрема, представляв інтереси гірничо-металургійних підприємств на Харківській конференції представників робітників і підприємців 27 квітня — 2 травня 1917 За підсумками якої представниками гірничо-металургійних компаній була представлена Тимчасовому уряду відома Декларація, що описує становище промисловості Донецького басейну та оцінку економічної ситуації в разі продовження робітничих виступів. Провал Харківської конференції став етапом т.з. Донецького конфлікту — протистояння об'єднаних в громадські організації-союзи підприємців та радикального робітничого руху навесні — восени 1917 р.
У 1918 році був головою на З'їзді промисловців, банкірів і землевласників (Київ), був обраний товаришем голови Спілки промисловості, торгівлі, фінансів і сільського господарства (Протофіс) князя Голіцина. Після падіння Української Держави виступив одним з лідерів Білого руху, організатором Добровольчої армії, брав участь в Ясський нараді в листопаді 1918 року.
Помер 18 липня 1919 року від тифу, можливо епідемічного висипного, який тоді був поширений в регіоні, по дорозі з Ростова-на-Дону до Харкова. Похований у Харкові. Кладовище на Пушкінській вулиці було знищене за рішенням міської влади в 1970-ті рр., точне місце поховання досі не встановлено.

## Нагороди та звання
Нагороджений низкою нагород Російської імперії та іноземних держав, у тому числі орденом Корони Італії в ступені Командора (1911 рік).
Стипендії імені М. Ф. фон Дітмара були засновані в Петроградському та Катеринославському гірничих інститутах.

## Погляди

### Робітниче питання
Виступив послідовним прихильником встановлення цивілізованих відносин між підприємцями і робітниками. Ініціював створення гірничорятувальних станцій наДонбасі, школи гірських десятників; Медико-механічного інституту та клініки для поранених робітників (1907 — нині Інститут патології хребта та суглобів імені професора М. І. Ситенка, Харків), сейсмічної та метеорологічної станцій, хімічної лабораторії. Координував роботи РЗГПР в питаннях розвитку соціального страхування, очолював Товариство допомоги гірникам півдня Росії. Створив і очолив Південно-Російське суспільство нагляду за паровими котлами (1910).

### Підприємництво
Виступив з ідеєю «нової великої справи — виходу промисловості і торгівлі на арену активного політичного життя» (1912), поліпшення образу підприємця в російській культурі та суспільній думці. Був прихильником децентралізації державної влади і створення відповідального перед Думою Кабінету міністрів, в той же час, був активним противником конфронтації з існуючою владою.

### Промислова політика

Люк міської каналізації заводу Дітмара, Харків, 1910-е

Підтримував курс активної економічної політики з метою розвитку «продуктивних сил країни». Як голова РЗГПР координував дії промислових концернів півдня Росії на внутрішньому і зовнішньому ринках, організував прорив гірничометалургійної галузі на ринки Південної Європи і Близького Сходу.
Ініціював ряд програм з вивчення виробничих потужностей, ринків збуту, транспортної інфраструктури, фінансового стану підприємств. У 1912-13 рр. виступив з думкою про обмежувальну роль у гірничо-металургійному виробництві пропускної здатності залізничної мережі Донецького басейну. Координував розробку програм залізничного будівництва в регіоні, я оформлялись у вигляді доповідних записок РЗГПР міністрам торгівлі і промисловості і шляхів сполучення.

### Економічна наука
Працював у напрямку рахівництва і статистики; видав перший в Росії підручник «Основи рахівництва». Виступив з ідеєю створення інституту присяжних рахівників, що забезпечували б незалежний контроль за господарською діяльністю і достовірність бухгалтерського обліку.
Учасник створення Харківського комерційного інституту та член його Піклувальної ради та Навчального комітету.
У роки Першої світової війни очолював роботи «Російського технічного товариства» по створенню імпортозамінних виробництв, брав участь у розробці військово-промислових і мобілізаційних програм.

## Твори (російською мовою)
- «О налогах и сборах, уплачиваемых промышленностью и сельским хозяйством».
- «К вопросу о недостатке рабочих на каменноугольных копях Донецкого бассейна в 1899 г.: (Опыт исследования спроса и предложения рабочих рук)». Харьков, 1899.
- «Материалы по вопросу о портах, пристанях и вообще об отношении южной горной промышленности к водным путям сообщения». Харьков, 1899.
- «Деятельность доменных заводов Юга России за 1899 г. и предполагаемое производство металлов и потребление сырых материалов заводами Юга России в 1901 г.» Харьков, 1900.
- «О земском обложении горнопромышленных предприятий Юга России». СПб., 1902.
- «Доклад XXVIII съезду горнопромышленикою Юга России по вопросу: во что обойдется каменноугольной промышленности осуществление нового закона о вознаграждении увечных». Харьков, 1903.
- «Основы счетоводства (по новой форме)». Харьков, 1907.
- «Неожиданный отказ и ожидание» // Горнозаводское дело. — 1912. — № 2-3. — С. 3439.
- «Кто мы?» // Горнозаводское дело. — 1912. — № 36. — С. 5752.
- «Проекты аграрной реформы и их значение для горной промышленности». Х. б. г.
- «Задачи промышленности в связи с войной: Доклад Харьковского Отделения Императорского Русского Технического Общества». Харьков, 1915.